# Sinjal
Sinjal (též Dinara) je nejvyšší hora Chorvatska o nadmořské výšce 1831 m. Leží na jihovýchodě Chorvatska, při státní hranici s Bosnou a Hercegovinou, v Šibenicko-kninské župě, 15 km severovýchodně od Kninu. Nachází se v Dinárských horách - souvislém pásu pohoří na severozápadě Balkánského poloostrova, přesněji v pohoří Dinara. Sinjal tvoří rozsochu předsunutou z hlavního hřebene Dinary k jihu.

## Geologie a geomorfologie
Sinjal má podobu vápencového hřbetu protáhlého ve směru severozápad - jihovýchod, na jihu se strmými, až 700 m vysokými skalními stěnami. V jeho okolí jsou četné krasové tvary závrty, škrapy, jeskyně.

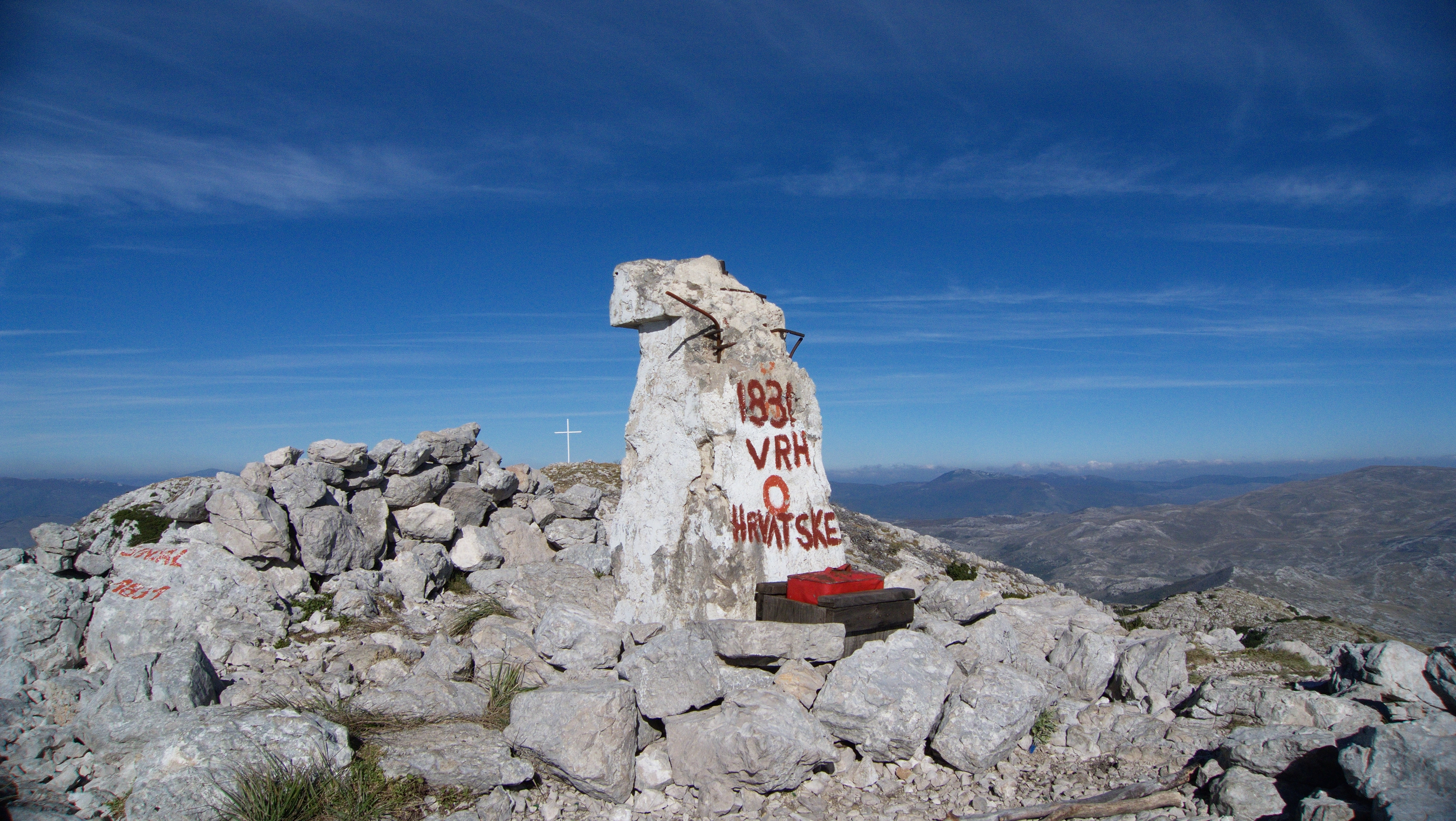
Vrchol Sinjalu

## Vrchol
Na vrcholu se nachází betonový hranol s nakreslenou chorvatskou vlajkou, vrcholovou knihou ve schránce a razítkem.

## Přístup
- Z jihozápadu - z Kninu vede silnice přes Kovačić do osady Guge, odtud pokračuje makadamová cesta na Markov grob (800 m n. m.), dále vede značená cesta k horské chatě Brezovac (1060 m n. m.). Odtud je to na vrchol 3 hodiny chůze. Stezka vede po severních svazích Sinjalského hřbetu, podchází vrcholy Pitomi vrh (1346 m n. m.) a Bukvin vrh (1530 m n. m.) a vystupuje na vrchol Sinjalu.
- z jihovýchodu - výchozím místem je obec Glavaš (580 m n. m.). Vede odtud značená stezka, výstup trvá 4 hodiny a překonává převýšení 1250 m. Přibližně v půlce výstupu stojí volně přístupná útulna Martinova košara.

## Okolí
- Gradaš - nad vesnicí se nachází zříceniny středověké pevnosti Gradina Gladaš a nedaleko odtud je volně přístupná jeskyně
- Krka - na jihozápadním úbočí Sinjalu vyvěrá řeka Krka a její přítok Krčić, na němž je vysoký vodopád.